# 焦黑鋸鱗魚
焦黑鋸鱗魚（学名：Myrispristis adustus），又稱焦松毯、厚殼仔、鐵甲，是輻鰭魚綱金眼鯛目金鱗魚科的其中一種。分布于东南到土阿莫土群岛、西南达南非东侧以及台湾高雄及广东南海等，属于暖水性中下层海鱼。该物种的模式产地在安汶岛。

## 深度
水深30至70公尺。

## 特徵
本魚體橢圓，側扁，眼大型在頭側。鱗片較平滑，側線鱗片27至29枚；尾鰭後端有闊黑邊；背鰭與臀鰭之前緣黑色，背鰭基部暗色，中間有一無色區域；鰓蓋之後部有一黑斑，位於鰓蓋棘附近。體長可達35公分。

## 生態
本魚棲息在珊瑚礁海底，為夜行性魚類，會游到岩礁旁的沙質海底捕食甲殼類。

## 經濟利用
食用魚，適宜煎食或火烤食用。